# Mordella novemnotata
Mordella novemnotata es una especie de coleóptero de la familia Mordellidae.

## Distribución geográfica
Habita en San Luis Potosí y Arizona (Estados Unidos).